# Polskie Radio dla Zagranicy
Польське радіо для закордону (пол. Polskie Radio dla Zagranicy, до січня 2007 року — Radio Polonia 5) — громадське радіо Польщі, що веде передачі 6 мовами на середніх хвилях, у форматі цифрового радіомовлення DAB+, а також через супутник, Інтернет та у мобільному додатку Польського радіо.

## Історія
Польське радіо засновано 18 серпня 1925 року. Регулярне мовлення розпочато 18 квітня 1926 з Варшави. З 1931 трансляції передавала одна з найпотужніших станцій в Європі — Рашин (який в 1939 році зруйновала німецька армія). Після Другої світової війни, Польське радіо було частиною суспільного мовлення Польському Радіо й Телебачення. В 1992 році Європейський мовний союз прийняв його повноправним членом.
Передачі Польського Радіо для слухачів за кордоном розпочались у 1936 році англійською та польською мовами (припинені з початком Другої Свтової Війни). У 1945 році радіостанція «Варшава ІІІ» заново починає випускати передачі на коротких хвилях.
З 29 жовтня 2006 року програми Польського радіо на коротких хвилях транслюються тільки через передавачі за межами Польщі.
Сучасну назву (Польське Радіо для Закордону) станція отримала в січні 2007 року.
17 березня 2022 року, з огляду на повномасштабне вторгнення Росії до України, на основі Української секції Польського радіо для закордону (Української служби Польського радіо) стартувало мовлення Польського радіо для України, нового каналу Польського радіо, адресованого українським слухачам в Польщі та Україні. До 17 вересня 2022 року тривалість ефіру цього громадського мовника зросла до 12 годин на добу, а від 1 січня 2023 року - до 14 годин на добу, від 9.00 до 23.00 за Варшавою. Польське радіо для України сьогодні — найбільший підрозділ Польського радіо для закордону, як і найбільша редакція Польського радіо загалом. Його передачі виходять паралельно з ефірами Української служби Польського радіо, хоч ефіри здебільшого готують ті самі журналісти.

## Сучасність

QSL-картка Польського радіо для закордону. На картці зображено будівлю, де готуються передачі.

Польське радіо для закордону веде передачі польською, українською, англійською, німецькою, російською та білоруською мовами.
Українська редакція працює з серпня 1991 року.
Проєкт Польського радіо для України, спеціальної програми Польського радіо для закордону, постав на основі Української служби Польського радіо, журналісти якої розпочали спеціальні випуски новин українською мовою ще 24 лютого 2022 року, й надалі розширює свою програмну пропозицію та надає об’єктивну та достовірну інформацію біженцям із України.